# Плебей Стародавнього Риму
Плебе́ї, або Плебс (лат. Plebs — простолюдин) — незнатне, вільне населення Стародавнього Риму, яке не входило в родові общини і не мало права на землю, а також політичних прав, на відміну від патриціїв.
Спочатку тільки патриції становили «Римський народ». Плебеї не могли брати шлюб з патриціями, проте законом Канулея у 445 р. до н. е. цю заборону знято. Плебеїв не обирали на громадські посади, вони не отримували своєї частки землі під час поділу захоплених територій, їх не включали в триби, тобто вони не могли входити до складу давніх родів і вважатися «римським народом». Також у них не було жодної освіти.
Безземельні плебеї займалися в основному ремеслом і дрібною торгівлею. Деякі з них були дуже багатими людьми. Втім, і бідні, і багаті плебеї перед патриціями були однаково безправні. Тому, спочатку не маючи жодних прав і можливості захищати їх у суді, плебеї згодом добилися права обирати плебейських трибунів, які мали право накладати вето на рішення патриціанських магістратів. Спочатку їх рішення були законом лише серед плебеїв, але, в результаті довгої боротьби, права патриціїв і плебеїв були зрівняні.
У 494 році до н. е. плебеї почали активно боротися за свої права, що привело до першого виходу плебеїв з Риму, який отримав назву сецесія (лат. Secessio plebis). Патриції пішли на поступки і сенат прийняв закон Lex Sacrata, що запроваджував посади народних трибунів.
У 449 році до н. е. плебеї друге залишають Рим і під їх тиском комісією децемвірів з 10 осіб (лат. decemviri legibus scribundis) були укладені закони та записані на 12 мідних дошках і виставлені на огляд на центральній площі Риму. Варто зауважити, що в них був прописаний закон, що забороняє шлюби між плебеями і патриціями, але він проіснував менше року, і, близько 445 року до н. е., завдяки зусиллям народного трибуна Гая Канулея, він був скасований (Lex Canuleia).
На початку III століття до н. е. багаті патриціанська і плебейська верхівки злилися в один стан — нобілітет і в 287 році до н. е. був прийнятий закон — Lex Hortensia, про те, що рішення плебейських зборів (плебісцитів) є обов'язковими для всіх громадян незалежно від походження. З цього часу патриції і плебеї перестали бути різними класами-станами. Заможні громадяни утворили стан вершників, а бідні становили плебс — вільні ремісники, селяни і дрібні торговці. Пізніше у середньовічній Європі так зазвичай називали міську голоту.